# REC 4: Apocalypse
REC 4: Apocalypse (br [REC] 4: Apocalipse) é um filme espanhol de 2014, dos gêneros terror e suspense, dirigido por Jaume Balagueró. A trama retoma os fatos ocorridos no segundo filme.

## Enredo
Após os acontecimentos do segundo filme, os oficiais invadem o edifício para resgatar a repórter Ángela Vidal e explodirem o complexo. Após um ataque de alguns infectados, os sobreviventes da equipe, Lucas e Guzman, completam a missão. Ángela acorda em um navio, acorrentada a uma cama e sem se lembrar de nada. O Dr. Ginard coleta uma amostra do sangue de Ángela para análise. Lucas e Guzman também estão a bordo do navio, que foi efetivamente colocado em quarentena. Após uma tentativa frustrada de fuga, Ángela é informada pelo Dr. Ricarte de que não está infectada. Enquanto isso, Guzman conhece o capitão do navio, Ortega, e o técnico Nic, que reconstrói os eventos dentro do complexo de apartamentos com a ajuda da câmera de Ángela. Nic envia o filme para os médicos em seu laboratório, onde eles começam os experimentos com o patógeno. 
Os médicos descobrem que seu objeto de teste, um macaco infectado, foi libertado durante uma queda de energia na noite anterior. O macaco ataca e infecta o cozinheiro do navio, que por sua vez contamina a comida. A ingestão infecta a maioria da tripulação. Após uma tentativa frustrada dos médicos de curar o cozinheiro com um antídoto, Ángela, Guzman, Lucas e uma idosa que sobreviveu a um surto em um casamento seguem para a ponte. No caminho, a idosa se separa do grupo e Lucas fica para trás para resgatá-la, apenas para encontrá-la infectada, o que o força a abatê-la. Ricarte reconhece que a tentativa de encontrar um antídoto falhou porque requer uma cepa não mutada do patógeno. Pouco antes de poder iniciar uma sequência de autodestruição, seu assistente o informa sobre o filme reconstruído, que mostra Ángela sendo infectada oralmente com um parasita semelhante a um verme pelo portador original do patógeno. Ricarte tenta extrair o parasita forçando uma cirurgia em Ángela, que é salva quando um ataque do agora infectado Ginard permite sua fuga. Ricarte procura por Ángela, que o embosca e o morde. Apesar de um exame de sangue dar negativo, Ricarte está convencido de que Ángela está mentindo. É revelado que, durante o resgate de Ángela, o parasita foi transferido para Guzman, enquanto Ricarte inicia a sequência de autodestruição do navio. 
Lucas e Nic tentam, sem sucesso, ligar o motor auxiliar do navio, e Lucas é morto pelos infectados. Nic encontra Ricarte tentando fugir em um bote salva-vidas. Nic nocauteia Ricarte, toma o bote salva-vidas para si e procura por Ángela. Nic a encontra fugindo de macacos infectados, que eles conseguem matar com um motor de popa. Eles são então atacados por Guzman, que tenta transferir o parasita de volta para Ángela. Pouco antes de conseguir, Nic e Ángela matam Guzman com um lançador de arpões. Ángela e Nic abandonam o barco enquanto todos os infectados os perseguem. Ángela salta para o oceano e Nic a segue, escapando enquanto o navio explode. Debaixo d'água, o parasita, contorcendo-se lentamente, é engolido por um peixe. 
Durante os créditos, Ángela e Nic são mostrados em um táxi, tendo chegado em casa.

## Elenco
- Manuela Velasco como Ángela Vidal
- Paco Manzanedo como Guzmán
- Héctor Colomé como Dr. Ricarte
- Ismael Fritschi como Nic
- Críspulo Cabezas como Lucas
- Paco Obregón como Dr. Ginard
- Mariano Venancio como Capitão Ortega
- María Alfonsa Rosso é Anciana
- Cristian Aquino como Edwin
- Carlos Zabala como Goro
- Emilio Buale como Jesu
- Javier Laorden como Médico Auxiliar
- Javier Botet como Tristana Medeiros